# Жак-Пол Мињ
Жак-Пол Мињ (фр. Jacques-Paul Migne; Saint-Flour, 25. октобар 1800 — 24. октобар 1875) је био француски свештеник, оснивач више едиција историјских извора.

## Биографија
Рођен је у Сент-Флору у Француској. У младости се бавио новинарством, а чак је и покренуо један ултрамонтанистички лист. Студирао је у Орлеану. Мињ је желео да на брз и јефтин начин изда све хришћанске писце на латинском и грчком језику од најстаријих времена до краја средњег века. Његову делатност подржавао је онај део француског становништва који је и после Француске револуције и Наполеонових ратова остао веран цркви. Суочен са Лујем-Филипом и отпором вишег клера, Мињ се зауставио са папом Иноћентијем III. Отпор научне јавности Мињ је изазвао због тога што није поклањао никакву пажњу критици извора. Године 1844. започео је са издавање дела Patrologia Latina. Пошто је овај пројекат привео крају, Мињ се упустио у други грандиозан пројекат тј. издавање грчке патрологије (Patrologia Graeca). Пројекат је трајао од 1857. до 1866. године. Потом је издао и Patrologia Orientalis. Умро је 1875. године у Паризу.